# هما شاه سلطان
```

```

ھما شاہ سلطان هي زوجة السلطان إبراهيم الأول وتوفيت في العام 1672.

## عن حياتها
تزوجت السلطان إبراهيم الأول في حفل زفاف بهيج في العام 1647، وبعد الزواج لقبت بـ «تيلي خاتون» بسبب خيوط الذهب والفضة التي تزين شعر العروس. وقام مصطفى نعيمة وهو مؤرخ عثماني بوصف حفل الزفاف.
بعد الزواج أهداها السلطان إبراهيم الأول خزينة مصر كمهر لها وأمر بتجهيز قصر إبراهيم باشا الفرنجي وفرشه بسجاد من فراء السمور.
قام السلطان إبراهيم الأول بإذلال أخواته (بنات السلطان أحمد الأول وزوجته السلطانة مه بيكر كوسم) عائشة سلطان وفاطمة سلطان (ابنة أحمد الأول) وخان زاده سلطان وابنة أخيه السلطان مراد الرابع كايا سلطان وذلك من خلال إجبارهن على الوقوف مع الوصيفات احتراماً لها وحمل وعاء تغسيل اليدين والصابون لها، كما أخذ منهن أملاكهن ومجوهراتهن.